# Melanie Mitchell
Melanie Mitchell (1980) es una deportista australiana que compitió en acuatlón. Ganó una medalla de bronce en el Campeonato Mundial de Acuatlón de 1998.

## Palmarés internacional
| Campeonato Mundial | Campeonato Mundial | Campeonato Mundial | Campeonato Mundial |
| Año                | Lugar              | Medalla            | Prueba             |
| ------------------ | ------------------ | ------------------ | ------------------ |
| 1998               | Noosa (Australia)  | Medalla de bronce  | Individual         |